# 演撃少女 命
『演撃少女 命』（えんげきしょうじょ いのち）は、林家志弦による日本の漫画作品。『月刊コミック電撃大王』（メディアワークス）にて連載された。単行本全1巻（2000年4月付け、株式会社メディアワークス）。

## 概要
作者が自己の作風を概ね確立した作品。レズビアン、中性的（少年的）少女の表現、ギャグ、挿入されるポンチ絵のようなカット、スピード感、友情、変人など、同作者の『はやて×ブレード』や、『ストロベリーシェイクSweet』などを構成する主要な要素が、本作品において初めてはっきりした形で漫画化されている。とりわけ中性的（少年的）少女の表現は、女子高という閉空間（基本的に少女しか描かないで済む）、学園で決闘を繰り返すというコンセプトと合わせて考えると『はやて×ブレード』の原型を成しているとも言える。2010年現在の作品よりギャグが激しく生々しいなどの違いはあり、島本和彦の影響も大きく見られるが、作者の創作のひとつの原点とも言える作品である。

## あらすじ
神楽命は女子高生だが、母・神楽叶に先立たれ孤児となってしまい、母の遺言に従って、私立星皇学園に入学する。そこは、役者を養成するための専門教育をする全寮制の学校で、生徒同士が演劇で日々勝負を繰り返す「演撃」学校であった。おまけにおかしな奴の吹き溜まりでもあった。
それでも編入試験に合格し（落ちたらホームレスだった）、女子寮にも入居できたが、同室のアメリカ人光里・リトルフィールドとの関係を勘違いされ、嫉妬した霧隠3姉妹に演劇による決闘を申し込まれる。霧隠たちの目的は光里を自分のものにすることだった。光里の特訓と謎のアフロヘアの女生徒、御前崎麗華の助言でなんとかこれを勝つ。これも負けたらホームレスであり、このように命の生活は毎日が綱渡り。次はコスプレ勝負が待っていた。
元祖コスプレ部の花咲小梅の依頼で、コスプレ部の部長夢園ぷりんとコスプレで決闘することになり、敵の「マリュチ」（ゲーム『To Heart』のマルチのパロディ）に対し「クリャリス」（アニメ『ルパン三世 カリオストロの城』のクラリスのパロディ）で対抗する。クリャリスのコスプレ一筋11年の佐々木さんの特訓を受け、「クリャリスのコスプレをする光里・リトルフィールド」というややこしいコスプレをして勝利する。
そんな時、酔っ払った女が学生食堂に乱入してきたが、それはなんと学園の理事長だった。彼女は飲み代で学園を売り払ってしまったという。そして、学園の権利書はなんと命の姉神楽忍の手にあった。命には姉がいたのだ。忍は自分を捨てた叶・命の母娘に復讐するために生きてきたが、母叶が死んでしまったことを知ると、全てがどうでもよくなり、星皇学園の教師となってしまう。
そんなある日、忍と命は、母が生きているのに出会う。母が言うには、2人を捨てた理由は、育てるのに飽きたというものだった。逃げる母を2人の娘が追う。彼女等は日本各地で路上パフォーマンスを続け、「神楽演撃団」と呼ばれるようになった。彼女等の演撃は今日も続く。

## 「演技対戦」
「演技勝負」「決闘」とも呼ばれる。
演技対戦にはいくつかの規則がある。
1. 決闘の白手袋を相手に（足元で良い）叩き付けることによって、決闘の申し込みが成立する。手袋は購買部にて1組250円で購入できる。
2. 正式な演技対戦の申し込みにはいかなる場合もこれを断ることは認められず、これに違反するものは退学となる。
3. 演技対戦の対戦条件（対戦内容、賞罰）は両者の合意による（申込者、受けた者、どちらが決めても良い）。

## 主要登場人物
神楽命（かぐら いのち）
主人公の少女であるが、少年のような風貌をしている。高校生。髪は一昔前のSF物の超能力の主人公（「爆発頭の電波系」と馬鹿にされた）のような形状をしている。寝癖がつくとヤマアラシ（漫画では「ハリネズミ」と表現されている）のようになる。身長165センチ。血液型AB型。
幼い頃から、母娘2人暮らしで、母に何のためかよく解からない特訓を受ける。高校生の時母に死に別れ、遺言によって私立星皇（せいおう）学園に編入する。この時、電車賃が無いので北海道から東京まで1ヶ月かけて歩いてきた。記憶力が悪く、台本の短い台詞も覚えられず、その上漢字も読めない。編入早々霧隠3姉妹と「演技対戦」の決闘をし、辛勝する。また、コスプレ部の実力者夢園ぷりんともコスプレ勝負をして勝つ。
熱血すると周りが見えなくなるタイプである。ゲームが大好きと見えて、決闘の賞品にはドリームキャスト、ワンダースワン、PlayStation 2等ゲームを要求してばかりいて、人生を見失うことがある。夢園ぷりんと対決することになったきっかけも自分のゲームボーイを壊されたからである。
神楽叶（かぐら かなえ）
命の母。天才的影役者（影役者とはただの代役ではなく、容姿から仕草までその役者ごと演ずる役者で、闇の組織に所属するらしい）。しかし、叶は影でなく本当の役者になりたくて組織を抜け出し、自分の娘を役者にすべく特殊教育を施す。しかし、飽きっぽい性格なので育てるのに飽きてしまい、命が16歳で教育をやめ死んだふりをして命を無一文で東京へと追いやる。姉の忍の場合は組織の追っ手に追い詰められた時、当時3歳の娘をスーパーの袋に入れて、自分の代わりに組織に差し出し、自分は逃げてしまった。
46歳になっても「イヴァンゲリヨン」（『エヴァンゲリオン』のパロディ）のアスカのコスプレをしていたり、ヒーローショーでは、存在しないビームを見せたりと、50歳近くになっても天才的な役者の才能は健在である。忍・命の姉妹は母は死んだものと思っていたが、ヒーローショーをやっているところを発見し、真実を母から語られ、母娘の逃走劇が始まる。
神楽忍
命の姉。妹に負けない少年的風貌と荒々しい髪型。体にぴっちりした、横スリットの入った黒のミニのワンピースにロングブーツという服装で登場。血液型AB型。
3歳の誕生日に母に捨てられ、その後影役者の養成組織で訓練を受けてきた。星皇学園を影役者専門養成所とすべく、組織の命令と母への復讐の念で学園に乗り込んできたが、母がもう死んだと聞くと突然どうでもよくなり、任務を放り出す。組織はクビになったが、星皇学園の教師の職を得て、姉妹一緒の生活が実現する。
光里（ひかり）・リトルフィールド
命の女子寮でのルームメイト。金髪のセミショートで、ボーイッシュな髪型をしている。身長170センチ。
アメリカのニュージャージー州からわざわざ留学しに来た。優しく可愛らしい性格であるが、カツラをかぶるとそれに合わせて人格も変わる体質。毎週末の放課後、創作劇「ベルサイユのばらオスカル片腕繁盛記」を公演して女生徒の人気を集めている。人気・実力共学園で5指に入ると言われている。しかし可愛いので、彼女の体を狙う女生徒もいる。霧隠姉妹の目当てが自分の体だと分かり、戦慄する。しかし、本気で怒らすと怖い。
御前崎麗華（おまえざき れいか）
通称アフロ婦人。
高校2年だが、学園トップの成績の実力者。少女漫画のようなパッチリした眼をして、髪はアフロヘアという奇怪な女子高生。髪が塗れていると華麗なロングヘアの美少女であるが、乾いてくると次第に「アフロ夫人」になってしまう。その過程で顔まで変わってしまうので、化け物ではないかと命はいぶかる。
神出鬼没な行動で、命に助言を与えてくれたり、学園の規則を教えてくれたりして、基本的には命には好意的。
霧隠（きりがくれ）三姉妹
長女一葉（かずは）、次女二葉（ふたば）、三女エリザベス（ポストペット）の三姉妹。
リトルフィールドのストーカー。命とリトルフィールドが抱き合っているところを目撃し（リトルフィールドがペットだったハリネズミの姿を命の爆発頭に投影したため抱きついた。同性愛ではない）、命を抹殺すべく演技勝負を挑む。どさくさに紛れて、リトルフィールドを自分と同室にしようと企む。怯えたリトルフィールドは命を応援するが、命は漢字も読めない有様。たまりかねたリトルフィールドは、徹底的な特訓を命に課する。勝負が始まると、霧隠姉妹は特殊な技を駆使する。
夢園ぷりん
ショートカットの可愛い系の美少女。コスプレ部の部長。本名は小松としこ。
「マリュチ」（ゲーム『To Heart』のマルチのパロディ）のコスプレを得意とし、カメラ小僧の絶大な人気を誇る。両耳のアンテナ（?）の代わりにドライヤーを取り付けており、これは武器にも、おべっか使いの道具にもなるという便利なアイテム。外観に反して性格は悪く冷血傲慢。弱者を踏みにじり、強者におもねるタイプ。命は元祖コスプレ部の花咲小梅の依頼と、ゲームボーイを壊されドライヤーの熱風を浴びせられた挙句、自分の髪型をけなされたことが理由で、彼女と演技勝負の決闘をする。彼女のマリュチに対し、「クリャリス」で対抗し、「クリャリスのコスプレをする光里・リトルフィールド」というややこしいコスプレをして勝利する。勝負に敗れた彼女は退学してしまった。
花咲小梅
星皇学園1年生。身長142センチ。体は小さいが、熱血漢。コスプレにひとつの哲学を持っている。
思想上の食い違いからコスプレ部を夢園ぷりん達に退部させられ、「元祖コスプレ部」を立ち上げる（部員1名）。復讐のため、命に助っ人を頼むが、ぷりんは命に意地悪をしたため、命は自動的にぷりんを憎むようになる。コスプレ歴は長いらしく、かなり年長者のコスプレ仲間がいる。2年前に命の母の46歳の「イヴァンゲリヨン」のアスカのコスプレを見て感動し、その娘と見込んで命に助っ人を依頼してきた。熱血漢のようであるが、自分自身では勝負しない、依頼心の強い娘。
佐々木さん
「クリャリス」コスプレ一筋11年の主婦。年齢不明だが、外観はクラリスそのもので、顔も似ていれば、仕草、言動、ヘアスタイル、服装すべてがクラリスになりきっている。命にクラリスのコスプレの特訓をしてもらうため、小梅が呼び寄せた。命のためのクラリスの衣装も即持参してきた。第一印象の優しさと裏腹に、素は厳格で容赦しない人で、間違ったクラリスを演じると乗馬鞭で打ちのめされる。逆らう事も許されない。小梅やリトルフィールドは、そんな彼女と命を2人きりにさせて特訓させる。しかし、特訓の成果はあり、決闘で夢園ぷりん（本名小松としこ）を破ることができた。
西条嬰（さいじょう えい）
星皇学園の女理事長。独身。ウェーブのかかったロングヘアの美人だがアル中。常時酔っ払っている。5ヶ月間学園を留守にして飲み屋をハシゴして広島まで辿り着いたというから、桁外れの酒豪でもある。学園に帰ってきたと思ったら学生食堂で酒盛りを始めた。おまけに、酒代の代わりに学園の権利書を売り払ってしまったという事実が明かされる。迷惑のカタマリのような女。
豪寺英信（ごうじ えいしん）
主要登場人物中唯一の男。星皇学園教師。北海道から学園に辿り着いた命を迎え、学園のことを説明し、編入試験まで行った。その後も要所要所に現れては解説者の働きをするが、次第に御前崎麗華（通称アフロ婦人）に解説者の役割を譲って行く。
命の母叶の若い頃影役者だった時の付き人だったらしく、叶の気持ちなどをよく理解している。